# Волейбол на летните олимпийски игри 1996
Волейболният турнир на Летните олимпийски игри 1996 се провежда в Атланта между 20 юли и 4 август 1996. Плажния волейбол за първи път участва като официален олимпийски спорт.

## Състезания
Раздават се четири комплекта медала в следните състезания:
- Волейбол мъже (12 отбора)
- Волейбол жени (12 отбора)
- Плажен волейбол мъже (24 отбора)
- Плажен волейбол жени (18 отбора)

## Разпределение на медалите

### Таблица на медалите
| Място | Държава     | Злато | Сребро | Бронз | Общо |
| ----- | ----------- | ----- | ------ | ----- | ---- |
| 1     | Бразилия    | 1     | 1      | 1     | 3    |
| 2     | САЩ         | 1     | 1      | 0     | 2    |
| 3     | Нидерландия | 1     | 0      | 0     | 1    |
| 3     | Куба        | 1     | 0      | 0     | 1    |
| 5     | Китай       | 0     | 1      | 0     | 1    |
| 5     | Италия      | 0     | 1      | 0     | 1    |
| 7     | Австралия   | 0     | 0      | 1     | 1    |
| 7     | Канада      | 0     | 0      | 1     | 1    |
| 7     | Югославия   | 0     | 0      | 1     | 1    |

### Медалисти
| Дисциплина        | Злато | Сребро | Бронз |
| ----------------- | --- | --- | --- |
| Мъже детайли      | Нидерландия Питър Бланже Гуидо Гьорцен Роб Граберт Хенк-Ян Хелд Миша Латухихин Ян Постхума Брехт Роденбург Ричард Шуил Бас ван де Гоор Мике ван де Гоор Олоф ван дер Меулен Рон Цвервер | Италия Лоренцо Бернарди Вигор Боволента Марко Брачи Лука Кантагали Андреа Гардини Андреа Джани Паскале Гравина Марко Меони Паоло Тофоли Андреа Сарторети Самуеле Папи Андреа Зорзи | Югославия Владимир Батез Деян Брджович Джордже Джурич Андрия Герич Никола Гръбич Владимир Гръбич Райко Йоканович Слободан Ковач Дула Мещер Жарко Петрович Желко Танаскович Горан Вуйевич |
| Жени детайли      | Куба Таймарис Агуеро Регла Бел Магали Карвахал Марленис Коща Ана Фернандес Мирка Франсия Идалмис Гато Лилия Изкердо Мирея Луис Райса О'Фарил Юмилка Руис Регла Торес                    | Китай Цуй Йонг-Мей Хе Ки Лай Явен Ли Ян Лиу Ксиаонинг Пан Венли Сун Юе Ванг Лина Ванг Йи Ванг Зилинг Ву Йонгмей Жу Йунйинг                                                         | Бразилия Ида Алварес Лейла Барос Ериклея Боджиак Хилма Калдейра Ана Паула Конели Марсия Куня Вирна Диас Ана Мозер Ана Флавия Санглард Елия Соуса Сандра Суруаги Фернанда Вентурини       |
| Мъже плаж детайли | Карч Кирали и Кент Стефес (САЩ) | Майкъл Дод и Майк Уитмарш (САЩ) | Джон Чайлд и Марк Хийс (КАН) |
| Жени плаж детайли | Джаки Силва и Сандра Пирес (БРА) | Моника Родригес и Адриана Самуел (БРА) | Натали Кук и Кери Потхарст (АВЛ) |